# 포항 대성사 석조관음보살좌상
포항 대성사 석조관음보살좌상(浦項 大聖寺 石造觀音菩薩坐像)은 대한민국 경상북도 포항시 북구 용흥동, 대성사에 있는 조선시대의 불상이다. 2007년 1월 8일 경상북도의 문화재자료 제515호로 지정되었다.

## 개요
이 불상은 대좌와 보병, 보관까지 한 개의 돌로 조성한 관세음보살좌상이다. 상호는 원만상(圓滿像)이며 백호를 수정으로 감장(嵌裝)하였다. 보관은 간결하고 소박하나 법의(法衣)의 유려함이 돋보인다. 두 손은 큼직한 보병을 받들고 있어 관세음보살상임을 알 수 있는데 조선후기 불상으로는 보기드문 예이다. 크기가 비교적 작은 편에 속하고 조각양식이 다소 미흡한 점이 있으나 발원문을 통해 확실한 조성연대(1736년)를 알 수 있으므로 문화재자료(文化財資料)로 지정한다.

## 참고 자료
- 포항 대성사 석조관음보살좌상 - 국가유산청 국가유산포털